# Elytrigia
Genre
Classification phylogénétique
Elytrigia est un genre de plantes monocotylédones de la famille des Poaceae, originaire des régions tempérées.
158 espèces ont été décrites et rattachées au genre Elytrigia, cependant huit espèces seulement sont acceptées actuellement (2016).
Ce sont des plantes herbacées vivaces, qui sont souvent des mauvaises herbes des cultures, dont la plus connue est le chiendent officinal.

## Caractéristiques générales
Les espèces du genre Elytrigia sont des plantes herbacées vivaces aux tiges (chaumes) pouvant atteindre de 20 à 150 cm de long. L'inflorescence est un épi linéaire, érigé ou retombant, composé d'épillets isolés, sessiles ou sub-sessiles, plus ou moins comprimés latéralement, et comprenant en moyenne 7 (de 3 à 10) fleurons hermaphrodites.
Le fruit est un caryopse aux glumelles adhérentes, de taille moyenne (4 à 6 mm de long), montrant un sillon longitudinal, et comprimé dans le sens dorsoventral.

## Liste d'espèces
Selon The Plant List (16 octobre 2016) :
- Elytrigia disticha (Stapf) Prokudin
- Elytrigia × drucei Stace
- Elytrigia meotica (Prokudin) Prokudin
- Elytrigia × mucronata (Opiz ex Bercht.) Prokudin
- Elytrigia repens Desv., le chiendent officinal
- Elytrigia sosnovskyi (Hack.) Nevski
- Elytrigia stipifolia (Czern.) Nevski
- Elytrigia × tesquicola Prokudin